# Partido Socialista Búlgaro
O Partido Socialista Búlgaro (em búlgaro: Българска социалистическа партия, БСП; Bulgarska sotsialisticheska partiya, BSP) é um partido político da Bulgária.
Fundado em 1990, após o abandono do comunismo por parte do Partido Comunista Búlgaro, adoptou o actual nome e uma ideologia social-democrata e socialista.
É membro da Internacional Socialista e do Partido Socialista Europeu.
A sua maior figura é Sergei Stanishev, atual líder do Partido Socialista Europeu, e líder do Partido Socialista Búlgaro até 2014.

## Resultados Eleitorais

### Eleições legislativas
| Data       | CI. | Votos     | %            | +/-  | Deputados | +/- | Status   |
| ---------- | --- | --------- | ------------ | ---- | --------- | --- | -------- |
| 1990       | 1.º | 2 887 766 | 47,2 / 100,0 |      | 211 / 400 |     | Governo  |
| 1991       | 2.º | 1 836 050 | 33,1 / 100,0 | 14,1 | 106 / 240 | 105 | Oposição |
| 1994       | 1.º | 2 262 943 | 43,5 / 100,0 | 10,4 | 125 / 240 | 19  | Governo  |
| 1997       | 2.º | 939 308   | 22,1 / 100,0 | 21,4 | 58 / 240  | 67  | Oposição |
| 2001       | 3.º | 783 372   | 17,2 / 100,0 | 4,9  | 48 / 240  | 10  | Oposição |
| 2005       | 1.º | 1 129 196 | 31,0 / 100,0 | 13,8 | 82 / 240  | 34  | Governo  |
| 2009       | 2.º | 748 114   | 17,7 / 100,0 | 13,3 | 40 / 240  | 42  | Oposição |
| 2013       | 2.º | 942 541   | 26,6 / 100,0 | 8,9  | 84 / 240  | 44  | Governo  |
| 2014       | 2.º | 505 527   | 15,4 / 100,0 | 11,2 | 39 / 240  | 45  | Oposição |
| 2017       | 2.º | 955 490   | 27,2 / 100,0 | 11,8 | 80 / 240  | 41  | Oposição |
| 2021 - I   | 3.º | 480 146   | 15,0 / 100,0 | 12,2 | 43 / 240  | 37  | -        |
| 2021 - II  | 3.º | 365 695   | 13,4 / 100,0 | 1,6  | 36 / 240  | 7   | -        |
| 2021 - III | 4.º | 267 817   | 10,2 / 100,0 | 3,2  | 26 / 240  | 10  | Governo  |
| 2022       | 5.º | 232 958   | 9,3 / 100,0  | 0,9  | 25 / 240  | 1   | -        |
| 2023       | 5.º | 225 914   | 8,9 / 100,0  | 0,4  | 23 / 240  | 2   | Oposição |
| 2024       | 5.º | 151 560   | 6,9 / 100,0  | 2,0  | 19 / 240  | 4   | Oposição |

### Eleições presidenciais
| Data | Candidato Apoiado | 1ª Volta | 1ª Volta  | 1ª Volta     | 2ª Volta | 2ª Volta  | 2ª Volta     |
| Data | Candidato Apoiado | CI.      | Votos     | %            | CI.      | Votos     | %            |
| ---- | ----------------- | -------- | --------- | ------------ | -------- | --------- | ------------ |
| 1992 | Velko Valkanov    | 2.º      | 1 546 843 | 30,4 / 100,0 | 2.º      | 2 443 435 | 47,2 / 100,0 |
| 1996 | Ivan Marazov      | 2.º      | 1 158 204 | 27,0 / 100,0 | 2.º      | 1 687 242 | 40,3 / 100,0 |
| 2001 | Georgi Parvanov   | 1.º      | 1 032 665 | 36,4 / 100,0 | 1.º      | 2 043 443 | 54,1 / 100,0 |
| 2006 | Georgi Parvanov   | 1.º      | 1 780 119 | 64,1 / 100,0 | 1.º      | 2 050 488 | 75,0 / 100,0 |
| 2011 | Ivaylo Kalfin     | 2.º      | 974 330   | 29,0 / 100,0 | 2.º      | 1 531 193 | 47,4 / 100,0 |
| 2016 | Rumen Radev       | 1.º      | 973 754   | 25,4 / 100,0 | 1.º      | 2 063 032 | 59,4 / 100,0 |
| 2021 | Rumen Radev       | 1.º      | 1 322 385 | 49,4 / 100,0 | 1.º      | 1 539 650 | 66,7 / 100,0 |

### Eleições europeias
| Data | CI. | Votos   | %            | +/-  | Deputados | +/-     |
| ---- | --- | ------- | ------------ | ---- | --------- | ------- |
| 2007 | 2.º | 414 786 | 21,4 / 100,0 |      | 5 / 18    |         |
| 2009 | 2.º | 476 618 | 18,5 / 100,0 | 2,9  | 4 / 18    | 1       |
| 2014 | 2.º | 424 037 | 18,9 / 100,0 | 0,5  | 4 / 17    | Estável |
| 2019 | 2.º | 474 160 | 24,3 / 100,0 | 5,4  | 5 / 17    | 1       |
| 2024 | 5.º | 141 178 | 7,0 / 100,0  | 17,3 | 2 / 17    | 3       |